# STOL
STOL er et engelsk akronym for Short Take-off and Landing. Begrebet anvendes indenfor luftfarten til at betegne bestemte flyvemaskiner, der kan lette og lande på meget korte baner. 
En STOL-lufthavn eller STOL-landingsbane betegner i overensstemmelse hermed en lufthavn med en meget kort landingsbane. 
Betegnelsen STOL anvendes i forbindelse med fly, der er i stand til at foretage start og landing på et meget lille område. Således kan man tale om et STOL-fly. I denne forbindelse opererer man med tre forskellige grupper afhængig af, hvor meget/lidt plads de har behov for:
| Forkortelse | Betydning       | Betydning     | Strækning | Strækning |
| Forkortelse | på engelsk      | på dansk      | i fod     | i meter   |
| ----------- | --------------- | ------------- | --------- | --------- |
| STOL        | Short           | Kort          | 1000-1500 | 305-458   |
| SSTOL       | Super Short     | Super Kort    | 500-999   | 152-304   |
| ESTOL       | Extremely Short | Ekstremt Kort | < 500     | < 152     |

Som eksempel kan nævnes et fly som Hawker Harrier, der er blandt de meste ekstreme STOL-fly, da det det kan starte og lande lodret.
Blandt fly-typer med STOL-kapaciteter kan nævnet:
- Twin Otter el. de Havilland Canada DHC-6 Twin Otter (eller Dash 6), en meget populær 2-motorers flytype med plads til 15-20 passagerer, produceret 1965-1988. Den canadiske flyproducent Viking Air har fra 2006 erhvervet licens til at genoptage og videreføre produktionen, som genoptages fra 2008. Meget anvendt som STOL-fly i bjergområder (eksempelvis Canada, Nepal, Norge, Arktis, Antarktis, m.m.)
- Cessna 208 – en-motorers fly med plads til 5-9 passagerer
- Dornier 228
- Yakovlev Yak-40 – russisk 3-motorers jetfly med plads til 32 passagerer, introduceret i 1966
- Dash 7, eller de Havilland Canada Dash 7 som er en 4-motores videreudvikling af Twin-Otter med plads til 40 passagerer i den originale version baseret på en landingsbane på 600 meter.
- Peterson 260SE – en-motorers fly med plads til ca. 4 passagerer (en videreudvikling af Cessna 182)